# Saint-Servais (Finistère)
Pour les articles homonymes, voir Saint-Servais.
Saint-Servais [sɛ̃sɛʁvɛ] (en breton : Sant Servez) est une commune du département du Finistère, dans la région Bretagne, en France.

## Géographie

### Site et situation
| Saint-Derrien | Plougar          | Plougar, Bodilis                                  |
| Plounéventer  | Saint-Servais    | Bodilis                                           |
| Plounéventer  | La Roche-Maurice | La Roche-Maurice, Ploudiry, Bodilis (Quadripoint) |

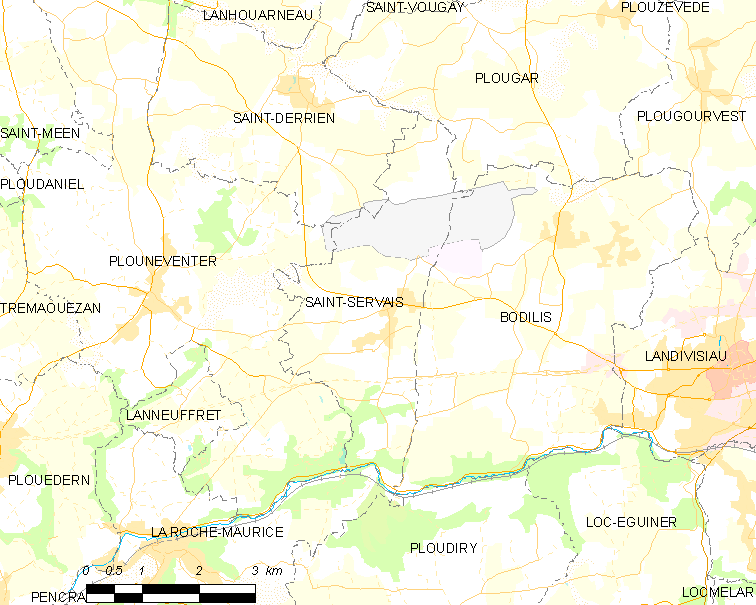
Carte de la commune de Saint-Servais (Finistère).

Saint-Servais est une commune du Léon située à l'ouest de Landivisiau et à l'est de Landerneau. Le finage communal (qui dessine approximativement un rectangle étiré dans le sens nord-sud) est formé pour l'essentiel d'un morceau du plateau du Léon dont l'altitude est aux environs de 100 mètres (le point culminant est à 116 mètres dans le nord du territoire communal, à l'intérieur du périmètre de la Base d'aéronautique navale de Landivisiau qui est pour partie située dans la commune), le bourg étant vers 80 mètres d'altitude ; plusieurs vallées encaissées limitent la commune, principalement celle de l'Élorn au sud (ce fleuve côtier coule vers 25 mètres d'altitude et sépare Saint-Servais de Pont-Christ, qui fait partie de la commune de La Roche-Maurice), mais aussi celle d'un de ses affluents de rive droite : le ruisseau de Brézal à l'ouest (qui sert de limite avec Plounéventer) ; les versants encaissés des deux vallées précitées sont restés boisés. Le petit fleuve côtier la Flèche a sa source à la limite nord de la commune, séparant Saint-Servais de Plougar.

### Transports et habitat
La commune est traversée à sa limite sud par l'ancienne route royale de Paris à Brest, devenue ensuite Route nationale 12, et désormais simple route départementale 712 depuis la construction de la voie express RN 12 qui traverse désormais la partie centrale de la commune, la coupant littéralement en deux sans que la commune ne soit directement desservie (si l'aire de repos dite de Saint-Servais est sur le territoire communal, les deux échangeurs permettant d'accéder à cette voie expresse sont l'un, à l'est, celui de la Croix des Maltotiers (Landivisiau-Ouest) et l'autre, à l'ouest, celui de Prat Lédan, est situé sur la commune de Plounéventer. Le bourg de Saint-Servais est desservi par la route départementale 32 allant de Landivisiau à Lesneven.
La partie nord du territoire communal est coupée en deux par l'emprise de la Base d'aéronautique navale de Landivisiau : plusieurs hameaux et fermes isolées (Coz Feunteun, Keroualar, Spern ar Bic, Kervilien, ..) dépendant de Saint-Servais ne sont reliés au bourg qu'en contournant la dite base, soit par l'ouest (en passant par le territoire des communes de Saint-Derrien et Plounéventer), soit par l'est (en passant par Bodilis).
La commune est restée essentiellement rurale, avec un paysage de bocage et un habitat dispersé en hameaux et fermes isolées ; des lotissements se sont toutefois créés ces dernières décennies au sud du bourg traditionnel (quartiers du Ménez et de Roc'h Glaz).

### Climat
Le climat qui caractérise la commune est qualifié, en 2010, de « climat océanique franc », selon la typologie des climats de la France qui compte alors huit grands types de climats en métropole. En 2020, la commune ressort du type « climat océanique » dans la classification établie par Météo-France, qui ne compte désormais, en première approche, que cinq grands types de climats en métropole. Ce type de climat se traduit par des températures douces et une pluviométrie relativement abondante (en liaison avec les perturbations venant de l'Atlantique), répartie tout au long de l'année avec un léger maximum d'octobre à février.
Les paramètres climatiques qui ont permis d’établir la typologie de 2010 comportent six variables pour les températures et huit pour les précipitations, dont les valeurs correspondent à la normale 1971-2000. Les sept principales variables caractérisant la commune sont présentées dans l'encadré ci-après.
| Paramètres climatiques communaux sur la période 1971-2000 - Moyenne annuelle de température : 11,3 °C - Nombre de jours avec une température inférieure à −5 °C : 0,8 j - Nombre de jours avec une température supérieure à 30 °C : 0,9 j - Amplitude thermique annuelle : 10,5 °C - Cumuls annuels de précipitation : 1 118 mm - Nombre de jours de précipitation en janvier : 17 j - Nombre de jours de précipitation en juillet : 8,6 j |

Avec le changement climatique, ces variables ont évolué. Une étude réalisée en 2014 par la Direction générale de l'Énergie et du Climat complétée par des études régionales prévoit en effet que la  température moyenne devrait croître et la pluviométrie moyenne baisser, avec toutefois de fortes variations régionales. La station météorologique de Météo-France installée sur la commune et mise en service en 1966 permet de connaître l'évolution des indicateurs météorologiques. Le tableau détaillé pour la période 1981-2010 est présenté ci-après.
La température moyenne annuelle évolue de 11 °C pour la période 1971-2000, à 11,2 °C pour 1981-2010, puis à 11,5 °C pour 1991-2020.
| Mois                                  | jan.            | fév.          | mars            | avril           | mai           | juin         | jui.           | août           | sep.           | oct.            | nov.            | déc.            | année     |
| ------------------------------------- | --------------- | ------------- | --------------- | --------------- | ------------- | ------------ | -------------- | -------------- | -------------- | --------------- | --------------- | --------------- | --------- |
| Température minimale moyenne (°C)     | 4,1             | 3,7           | 5,1             | 5,7             | 8,6           | 10,9         | 12,9           | 12,9           | 11,3           | 9,3             | 6,5             | 4,5             | 8         |
| Température moyenne (°C)              | 6,6             | 6,5           | 8,2             | 9,4             | 12,3          | 14,7         | 16,7           | 16,8           | 15,1           | 12,4            | 9,2             | 7,1             | 11,3      |
| Température maximale moyenne (°C)     | 9,1             | 9,3           | 11,3            | 13              | 16            | 18,5         | 20,5           | 20,6           | 18,9           | 15,6            | 12              | 9,7             | 14,6      |
| Record de froid (°C) date du record   | −9,1 13.01.1987 | −6,9 28.02.18 | −5,7 07.03.1971 | −1,8 05.04.1975 | −1 07.05.1979 | 3 04.06.1975 | 5,8 12.07.1972 | 6,3 01.08.1977 | 3,5 23.09.1979 | −2,5 29.10.1997 | −7,6 07.11.1980 | −8,3 28.12.1970 | −9,1 1987 |
| Record de chaleur (°C) date du record | 16,8 24.01.16   | 21,3 27.02.19 | 23,8 19.03.05   | 27 21.04.18     | 29,6 26.05.17 | 33 30.06.15  | 34,5 18.07.06  | 35,3 09.08.03  | 31,3 14.09.20  | 28,3 02.10.11   | 21,5 02.11.1982 | 19 02.12.1985   | 35,3 2003 |
| Ensoleillement (h)                    | 60,4            | 73,8          | 110,4           | 142,9           | 170,5         | 183,1        | 168,5          | 165,1          | 154,3          | 105             | 68,2            | 61,7            | 1 463,8   |
| Précipitations (mm)                   | 144,6           | 108,8         | 92,7            | 87              | 78,9          | 58,1         | 64,4           | 60,3           | 78,8           | 118,5           | 127,2           | 145,8           | 1 165,1   |

## Urbanisme

### Typologie
Au 1er janvier 2024, Saint-Servais est catégorisée commune rurale à habitat dispersé, selon la nouvelle grille communale de densité à 7 niveaux définie par l'Insee en 2022.
Elle est située hors unité urbaine. Par ailleurs la commune fait partie de l'aire d'attraction de Brest, dont elle est une commune de la couronne,. Cette aire, qui regroupe 68 communes, est catégorisée dans les aires de 200 000 à moins de 700 000 habitants,.

### Occupation des sols
L'occupation des sols de la commune, telle qu'elle ressort de la base de données européenne d’occupation biophysique des sols Corine Land Cover (CLC), est marquée par l'importance des territoires agricoles (69,7 % en 2018), en diminution par rapport à 1990 (72,4 %). La répartition détaillée en 2018 est la suivante : 
zones agricoles hétérogènes (40,1 %), terres arables (29,6 %), zones industrielles ou commerciales et réseaux de communication (16 %), zones urbanisées (7,3 %), forêts (6 %), espaces verts artificialisés, non agricoles (1 %). L'évolution de l’occupation des sols de la commune et de ses infrastructures peut être observée sur les différentes représentations cartographiques du territoire : la carte de Cassini (XVIIIe siècle), la carte d'état-major (1820-1866) et les cartes ou photos aériennes de l'IGN pour la période actuelle (1950 à aujourd'hui).

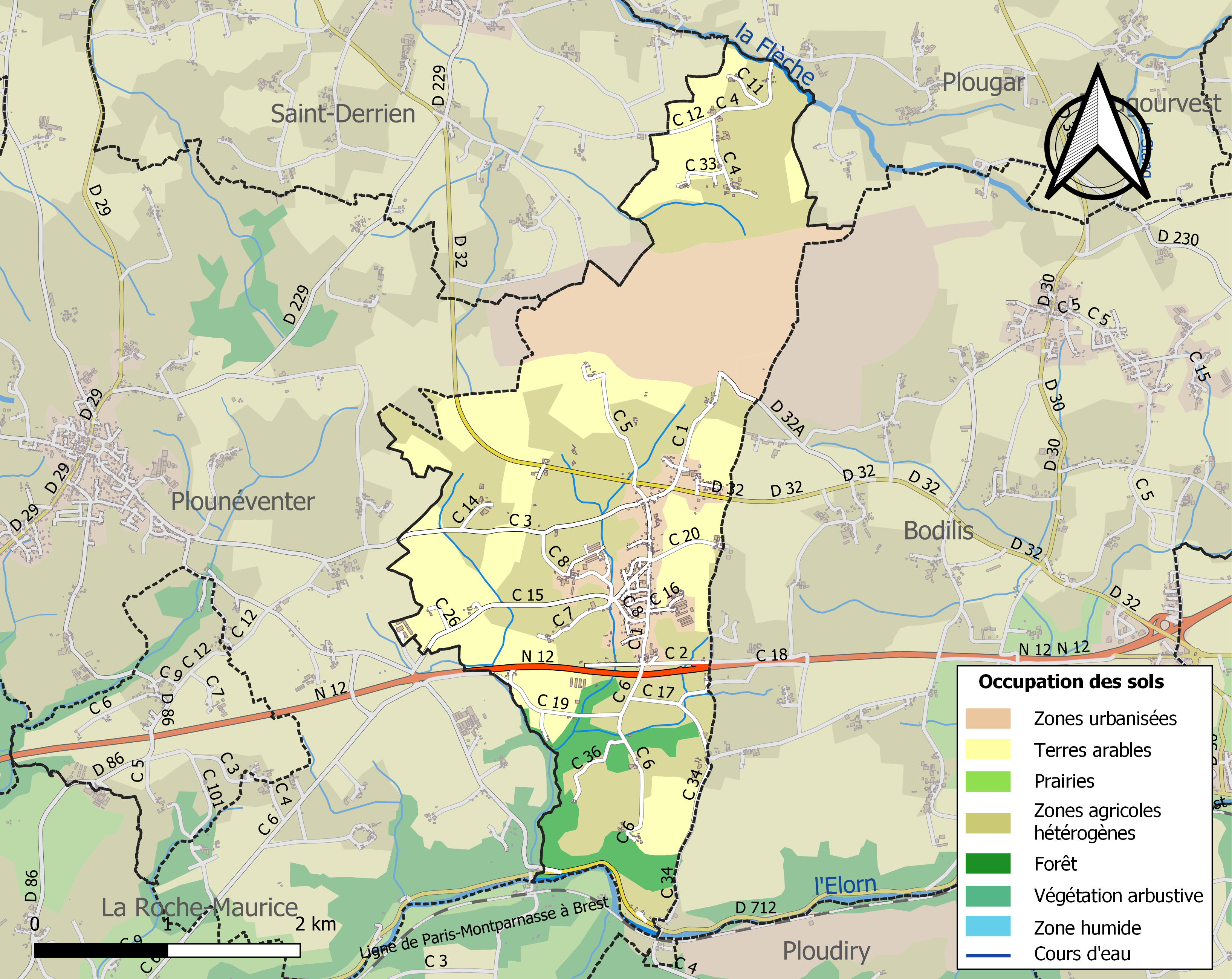
Carte des infrastructures et de l'occupation des sols de la commune en 2018 (CLC).

## Toponymie
Saint Servais (Sainst Servaix en 1609, Saint Serves en 1640), en breton Sant Servez, doit son toponyme au saint éponyme Servais de Tongres, honoré également à Saint-Servais (Côtes-d'Armor) et, entre autres, à Maastricht.

## Histoire

### Moyen Âge
Selon Arthur de la Borderie, les Occismiens auraient été battus sur la lande de Lan ar Boanniou par des "païens", peut-être par des Normands vers 919-921.
Saint-Servais fut érigée en trève de Plounéventer en 1587, et faisait partie de l'archidiaconé de Kemenet-Ily relevant de l'évêché de Léon.

### Révolution française
En 1792, en réponse à une enquête, la municipalité de Saint-Servais répond que le nombre de personnes « qui ont besoin d'assistance » est de 116 (sur 726 habitants).
En mars 1793, Kernilis fit partie, avec Guissény, Plounéventer, Ploudaniel, Plouguerneau et Kerlouan, des communes condamnées à payer en tout 40 600 livres de dédommagement pour s'être rebellée contre le gouvernement républicain (Saint-Servais eut à payer 250 livres).
En 1799, il n'y a plus que 46 marchands de toiles à Saint-Thégonnec (mais c'est encore la commune où ils sont les plus nombreux), 26 à Guiclan, 23 à Plouvorn, 16 à Bodilis, 10 à Landivisiau, 4 à Saint-Servais, etc..

### LeXIXesiècle
Claude Blouch né le 2 février 1792 - Goaz - Saint Servais, décédé le 19 mai 1812 - Saint Servais, à l'âge de 20 ans, était chasseur au 12 ème régiment de ligne. Un mois après son décès, en juin 1812, la Grande Armée forte de 691 500 hommes, la plus grande armée européenne jamais rassemblée, franchit le Niémen pour se diriger vers Moscou.
A. Marteville et P. Varin, continuateurs d'Ogée, décrivent ainsi Saint-Servais en 1853 :

« Saint-Servais ; commune formée de l'anc. trève de Plounéventer ; aujourd'hui succursale. — […] Princip. vill. : Ꝃvisien, Ꝃoualar, Mezcouez, le Guern, Lezlem, Penhoat, Ꝃivin. — Superf. tot. : 1 029 hect., dont […] ter. lab. 526, prés et pât. 89, bois 48, landes et incultes 264, sup. des prop. bât. 7 ; cont. non imp 45. Const. div. 130 ; moulins : 5 (de Penvern, de Ꝃivin, de Lezlem, à eau). ☞ La route de Brest à Paris traverse cette commune de l'est à l'ouest. — Le pont de Ꝃivin, station connue de nivellement, est à 55 m. 28 c. au-dessus du niveau de la mer. — Géologie : çà et là granite amphibolique. — On parle le breton. »

L'ossuaire de Saint-Servais servit un temps d'école vers le milieu du XIXe siècle. En 1887 la commune de Saint-Servais fut dans l'obligation de construire une école publique de filles afin de respecter la loi du 30 octobre 1886 sur les constructions d'office qui oblige les communes dépourvues d'école publique à en construire une.
Le pourcentage de conscrits illettrés à Saint-Servais entre 1858 et 1867 est de 41 %.

### LeXXesiècle

#### La Belle Époque
Le dernier décollement de chef connu en Bretagne fut celui du peintre Yan' Dargent réalisé selon sa volonté dans le cimetière de Saint-Servais en 1907 :

« La tombe fut ouverte, le cercueil descellé et, sur le vœu du fils du défunt, M. le recteur de la paroisse prit avec respect la tête du mort, la sépara sans grande difficulté du tronc, et la remit dans une petite châsse en zinc près du chef de sa mère. C'était le matin. Dans l'après-midi, toute la paroisse, fière de son peintre, assista à la funèbre cérémonie. Les écoles eurent congé, les autorités portèrent les glorieux restes jusqu'à la chapelle. »

#### La Première Guerre mondiale

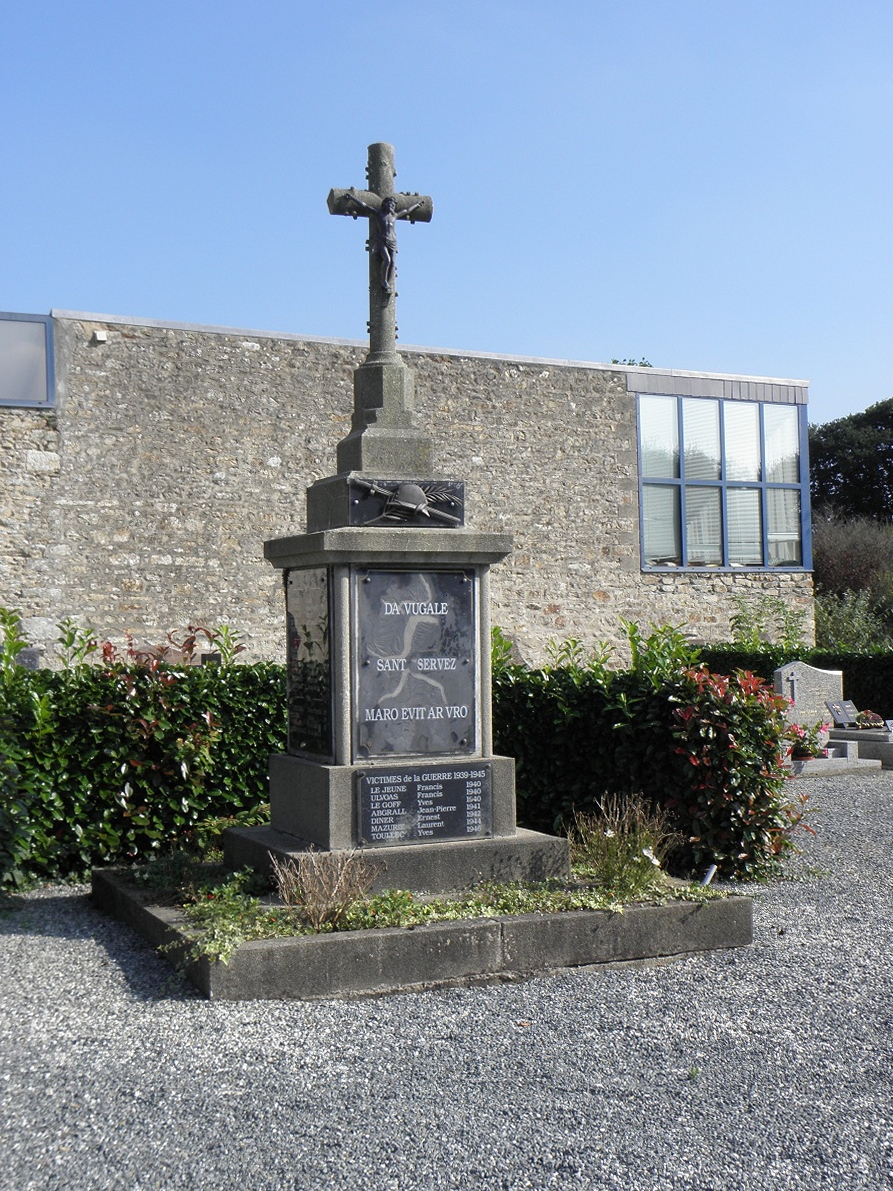
Le monument aux morts de Saint-Servais (Finistère)

Le monument aux morts de Saint-Servais porte les noms de 30 soldats morts pour la France pendant la Première Guerre mondiale ; parmi eux deux au moins (Yves Diverrez et Isidore Rolland) sont morts à Thessalonique (Grèce) en 1916 dans le cadre de l'expédition de Salonique ; un au moins (Jean Couloigner) est mort en Belgique en 1917 ; la plupart des autres sont décédés sur le sol français.
La tombe du sergent Yves Morry, mort au combat en 1915 dans la Somme a été retrouvée en 2019 par sa petite-fille au cimetière anglais de Thiepval.

#### La Seconde Guerre mondiale
Le monument aux morts de Saint-Servais porte les noms de sept personnes mortes pour la France pendant la Seconde Guerre mondiale ; parmi elles Jean Abgrall, mort au Liban, alors mandat français.

## Monuments

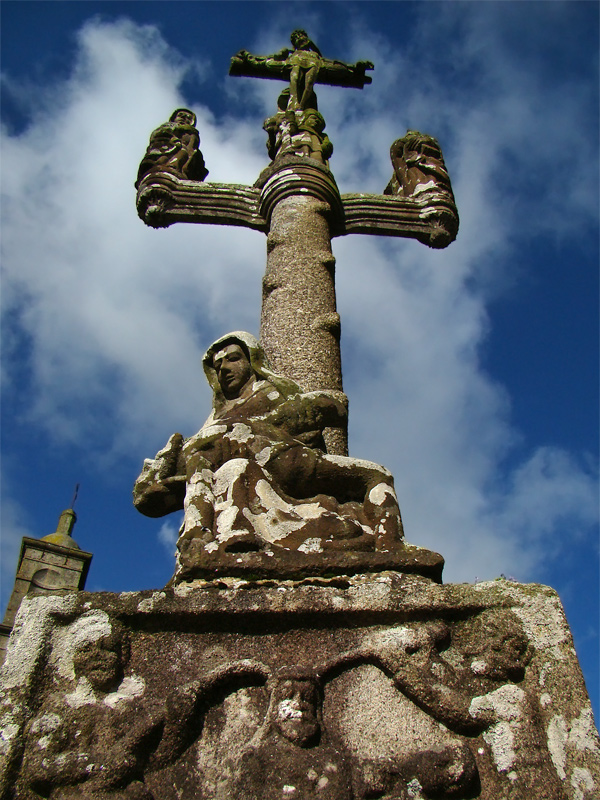
Le calvaire.

La commune abrite deux monuments historiques :
- l'église Saint-Servais et son enclos, construits dans la deuxième moitié du XVIIe siècle. L'ensemble a été classé par arrêté du 27 mars 1914[28] ;

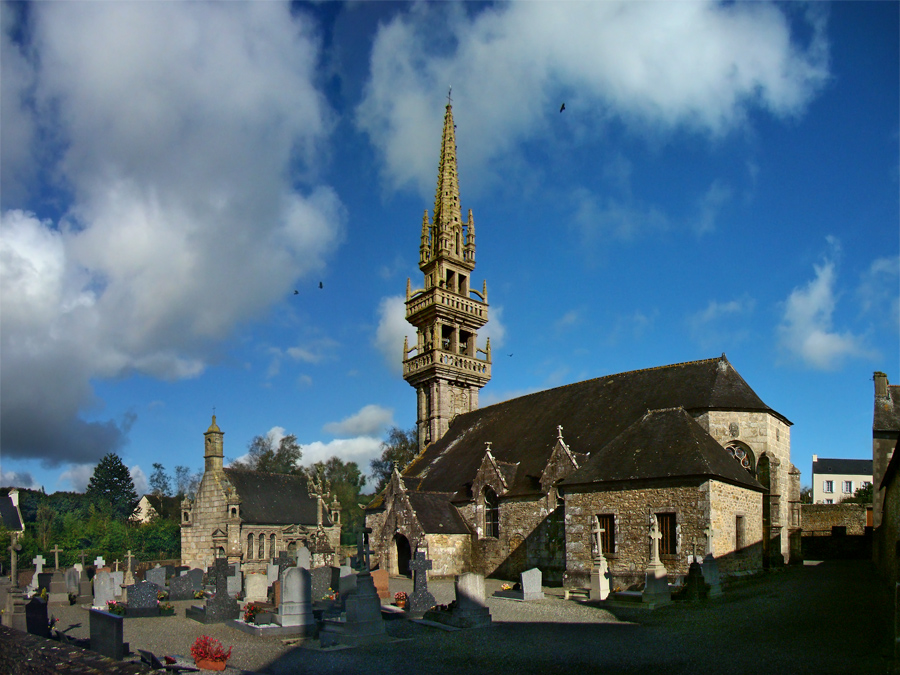
L'enclos paroissial de Saint-Servais (Finistère).
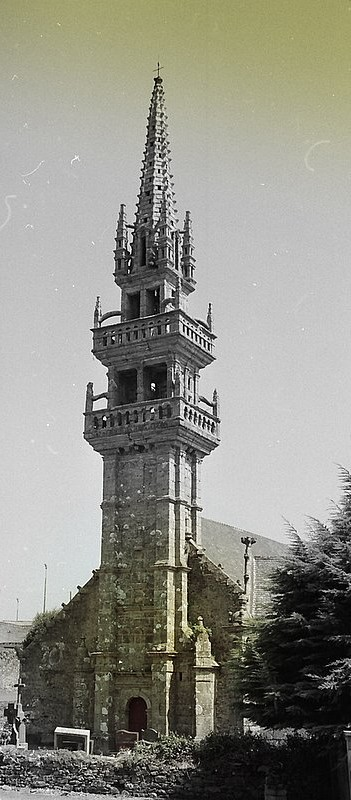
La façade et le clocher de l'église de Saint-Servais (Finistère).

- la stèle antique à rainures et croix de Kroaz Téo, datant de la période antique et classée par arrêté du 22 octobre 1969[29].

## Personnalités liées à la commune

### Naissances
- Yan' Dargent, peintre et illustrateur, né le 15 octobre 1824, mort à Paris le 19 novembre 1899, et enterré à Saint-Servais. Un musée [30]a été créé à Saint-Servais pour regrouper des oeuvres de ce peintre. D'autres oeuvres sont visibles dans l'église et l'ossuaire. Des vitraux de l'église et de l'ossuaire ont été dessinés par Yan' Dargent.
- Jean Marie COMBOT, né le 20 février 1886 - Saint Servais, décédé le 21 novembre 1944 - Phong-Thrang (Indochine), à l'âge de 58 ans était frère des écoles chrétiennes.Il était propriétaire de rizières et membre du conseil colonial à Saigon[31].

## Démographie
| 1793 | 1800 | 1806 | 1821 | 1831 | 1836 | 1841 | 1846 | 1851 |
| ---- | ---- | ---- | ---- | ---- | ---- | ---- | ---- | ---- |
| 699  | 722  | 509  | 698  | 774  | 768  | 762  | 793  | 787  |

| 1856 | 1861 | 1866 | 1872 | 1876 | 1881 | 1886 | 1891 | 1896 |
| ---- | ---- | ---- | ---- | ---- | ---- | ---- | ---- | ---- |
| 779  | 732  | 723  | 746  | 738  | 739  | 750  | 748  | 723  |

| 1901 | 1906 | 1911 | 1921 | 1926 | 1931 | 1936 | 1946 | 1954 |
| ---- | ---- | ---- | ---- | ---- | ---- | ---- | ---- | ---- |
| 743  | 736  | 747  | 679  | 663  | 637  | 581  | 572  | 534  |

| 1962 | 1968 | 1975 | 1982 | 1990 | 1999 | 2006 | 2011 | 2016 |
| ---- | ---- | ---- | ---- | ---- | ---- | ---- | ---- | ---- |
| 501  | 470  | 426  | 568  | 505  | 553  | 637  | 772  | 781  |

| 2021 | 2022 | - | - | - | - | - | - | - |
| ---- | ---- | - | - | - | - | - | - | - |
| 788  | 789  | - | - | - | - | - | - | - |